# رودي سيتايوان
رودي سيتايوان (بالإندونيسية: Rudi Setiawan)‏ هو لاعب كرة قدم إندونيسي في مركز نصف الجناح، ولد في 13 يناير 1993 في جاكرتا في إندونيسيا. شارك مع منتخب إندونيسيا تحت 17 سنة لكرة القدم ومنتخب إندونيسيا تحت 23 سنة لكرة القدم. أما مع النوادي، فقد لعب مع برسيجا جاكارتا.

## وصلات خارجية
- رودي سيتايوان على موقع قاعدة بيانات كرة القدم.إي يو (الإنجليزية)
- رودي سيتايوان على موقع Soccerway.com (الإنجليزية)